# Nova Nova
Nova Nova est un groupe de musique électronique français, originaire de Rennes.

## Biographie
Nova Nova est formé par Michel Gravil et Marc Durif en 1992. Concernant le nom du groupe, ils expliquent ne pas avoir voulu d'un « nom anglicisant ». « Nous étions Français. Nova Nova signifiait pour moi un appétit irrépressible de nouveauté. Pourtant on n’a rien inventé. On ne le prétendait pas d’ailleurs. Mais on a fait de belles choses ! ». Ils sont considérés par la presse spécialisée comme pionniers de la scène électronique française,,.
Nova Nova est découvert par Jean-Louis Brossard, organisateur des Transmusicales, qui les programme dans son festival en 1993. Cette prestation fait écho aux oreilles d'Éric Morand, qui les signe à son label F Communications pour un premier EP. En résulte Metaphysic?, qui sort en juin 1994, et est distribué par PIAS en France et dans de nombreux territoires étrangers.
Nova Nova rencontre le respect du public comme celui de la presse spécialisée internationale, avec d’élogieuses critiques dans la presse musicale de l’époque, NME, Mixmag ou Melody Maker en Angleterre, en France avec Libération, Trax, Magic ou Rock§folk[réf. nécessaire]. Reste la singularité de leur démarche dans la scène électronique française et internationale des années 1990. Une démarche fondée pour l’essentiel sur la recherche d’une synthèse entre l'harmonie propre à la musique ancienne et la musique électronique. Des concerts ensuite, comme à l’Aéronef de Lille, au Mad de Lausanne, en Suisse, ou au Paradiso d’Amsterdam, aux Pays-Bas, à L'Ubu de Rennes, au Rex Club et au Zénith de Paris, dans les bains thermaux de Budapest ou encore sur les ruines de l’Holiday Inn de Beyrouth. Des collaborations aussi, en particulier avec Laurent Garnier, Stephan Eicher, Alan Stivell, Philippe Pascal, Aqua Bassino, Malcolm MacLaren et Peter Hook.
Ils sortent leur deuxième album, La Chanson de Roland, en 1999 enregistré à Rennes au Studio de la Chapelle avec la chanteuse anglaise Elisa Carrahar, album qui devait sceller la fin de leur collaboration au début de l’année 2000. Un troisième album sort en 2004, Memories , avec des inédits de Marc Durif qui continue à créer sous l’étiquette « Nova Nova » seul, avec des sorties (EP) en digital 1901 (2008), Patchwork (2009) ou Prisoner’s Song avec la voix hongroise de Márta Sebestyén en 2010.
En 2013, ils s'associent avec Peter Hook (Joy Division/New Order) pour le morceau Low Ends sorti en EP(4 titres) vinyle.
En 2015 avec la permission du groupe New Order, sortie d'un vinyle 45 tours chez Rough Trade pour la reprise de Love Will Tear us Apart de Joy Division[réf. souhaitée].
En 2017, un 4e album est sorti sous le titre Néoclassic.

## Discographie

### Albums studio
- 1995 : Nova Nova Featuring Zarathoustra (F-Communications, PIAS)
- 1999 : La Chanson de Roland (F-Communications, PIAS)
- 2004 : Memories (F-Communications, PIAS)
- 2017 : Néoclassic (Phunk Promotion/ iMusician)

### EP
- 1994 : Metaphysic? (F-Communications, PIAS)
- 1995 : Nova Nova (F-Communications, PIAS)
- 1996 : Ex (F-Communications, PIAS)
- 1996 : Pump! (F-Communications)
- 1999 : Basic (F-Communications)
- 1999 : Bewildered (Remixes)
- 2008 : 1901 (Atal Music)
- 2009 : Patchwork (Atal Music)
- 2010 : Prisoner's Song (Atal Music)
- 2013 : Low Ends (feat. Peter Hook) (Atal Music)

### Singles
- 2009 : Shake It Up(Live) (Atmospherique)
- 2009 : Bewildered (F-Communications)
- 2013 : Plaid (F-Communications, PIAS)
- 2019 : Love Will Tear us Apart (Piano Version) (Curious Fox Records/ Rough Trade)